# Erislandy Savón
Erislandy Savón Cotilla (Guantanamo, 21 luglio 1990) è un pugile cubano, della categoria dei pesi supermassimi e pesi massimi.

## Biografia
Erislandy Savón, nato a Guantanamo nel 1990, è cugino del leggendario Félix Savón.
Attualmente è allenato da Rolando Acebal.

## Carriera pugilistica
Ha vinto il titolo di campione dei pesi supermassimi ai Campionati Mondiali Giovanili del 2008 e i Campionati Panamericani di Pugilato di Messico 2009. È stato inoltre medaglia d'argento ai Campionati Panamericani di Pugilato di Quito 2010, sempre nella categoria dei pesi supermassimi.

### Risultati alle Olimpiadi

#### Londra 2012
Savón si è qualificato alle Olimpiadi di Londra 2012 nella categoria dei pesi supermassimi per via dei risultati ottenuti ai mondiali di Baku 2011, è stato eliminato agli ottavi di finale dal futuro olimpionico dei pesi supermassimi Anthony Joshua.
- Sconfitto da Anthony Joshua ( Regno Unito) 17-16

#### Rio de Janeiro 2016
Savón si è qualificato alle Olimpiadi di Rio dei Janeiro 2016 nella categoria dei pesi massimi, è stato eliminato alla semifinale conquistando però il bronzo olimpico.
- Batte Lawrence Okolie ( Regno Unito) 3-0
- Batte Yamil Peralta ( Argentina) 3-0
- Sconfitto da Vasiliy Levit ( Kazakistan) 0-3

### Risultati ai Mondiali

#### Baku 2011
Ai mondiali di Baku 2011 è stato eliminato ai quarti di finale nella categoria dei pesi supermassimi dal futuro campione Magomedrasul Majidov.
- Batte Denizcan Gokkaya ( Turchia) RSCI
- Batte Tony Yoka ( Francia) KO
- Sconfitto da Magomedrasul Majidov ( Azerbaigian) RSCH

#### Milano 2009
Mandato ai mondiali di Milano 2009 al posto del campione nazionale Robert Alfonso, è stato eliminato ai quarti di finale nella categoria dei pesi supermassimi contro il finalista Roman Kapitonenko.
- Batte Andrew Jones ( Galles) RSC
- Batte Gilton Benjey Zimmerman ( Antille Olandesi) 11-4
- Sconfitto da Roman Kapitonenko ( Ucraina) 6-17